# トマホーク ガンマンvs食人族
『トマホーク ガンマンvs食人族』（原題：Bone Tomahawk）は、2015年制作のアメリカ合衆国のホラー西部劇映画。R15+指定。
主演はカート・ラッセル、パトリック・ウィルソン、マシュー・フォックス。

## キャスト
※括弧内は日本語吹替
- フランクリン・ハント保安官 : カート・ラッセル（菊池康弘）
- アーサー : パトリック・ウィルソン（西垣俊作）
- ブルーダー: マシュー・フォックス（相樂真太郎）
- チコリー : リチャード・ジェンキンス（真田雅隆）
- サマンサ : リリー・シモンズ（野々山恵梨）
- パービス : デヴィッド・アークエット（長谷部忠）
- ニック副保安官 : エバン・ヨニグケイト（水野駿太郎）
- バディ : シド・ヘイグ（入倉敬介）
- クラレンス : フレッド・メラメッド
- ローナ・ハント : キャスリン・モリス
- ボア・タスク : ジーノ・セガーズ
- ウォーリントン : マイケル・パレ
- 教授 : ザーン・マクラーノン

## 評価
本作は批評家から絶賛されている。映画批評集積サイトのRotten Tomatoesには93件のレビューがあり、批評家支持率は91%、平均点は10点満点で7.2点となっている。批評家からは俳優陣の演技(特にカート・ラッセル、リチャード・ジェンキンス、マシュー・フォックス)、ザラーの演出、脚本の会話劇が高く評価された。サイト側による批評家の意見の要約は「『トマホーク ガンマンvs食人族』の独特なジャンルのブレンドは決して万人向けはしないかもしれないが、そのゆっくりと燃える物語は他とは違う映画を求めている人を満足させるはず」となっている。Metacriticには17件のレビューがあり、加重平均値は72/100となっている。

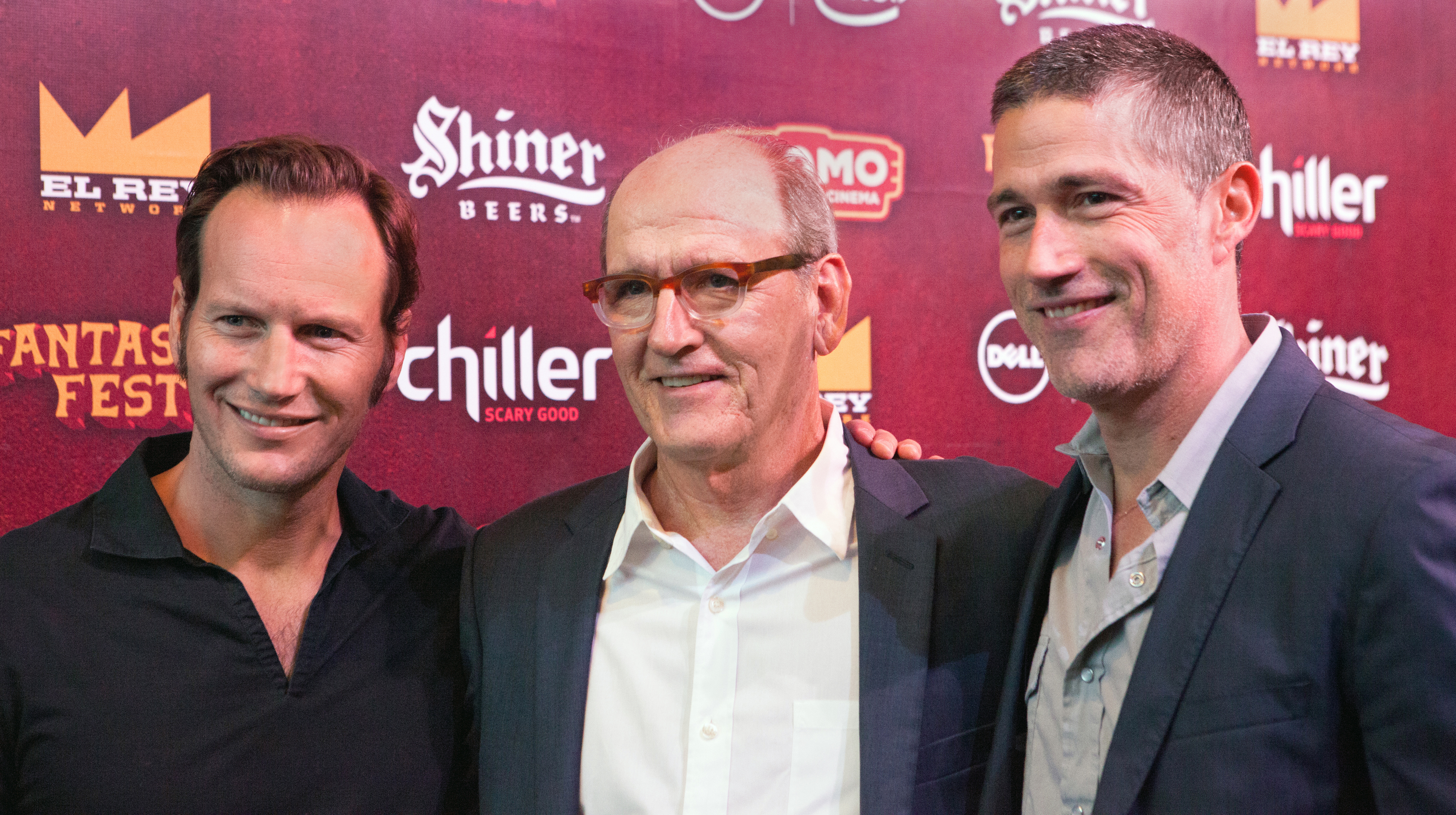
2015年のファンタスティックフェストでのパトリックウィルソン、リチャードジェンキンス、マシューフォックス

## 製作
2012年10月30日、S・クレイグ・ザラーは、カート・ラッセルとジェニファー・カーペンターが主演する彼自身の脚本からのホラー西部劇映画で監督デビューすることを発表した。